# Black Hat

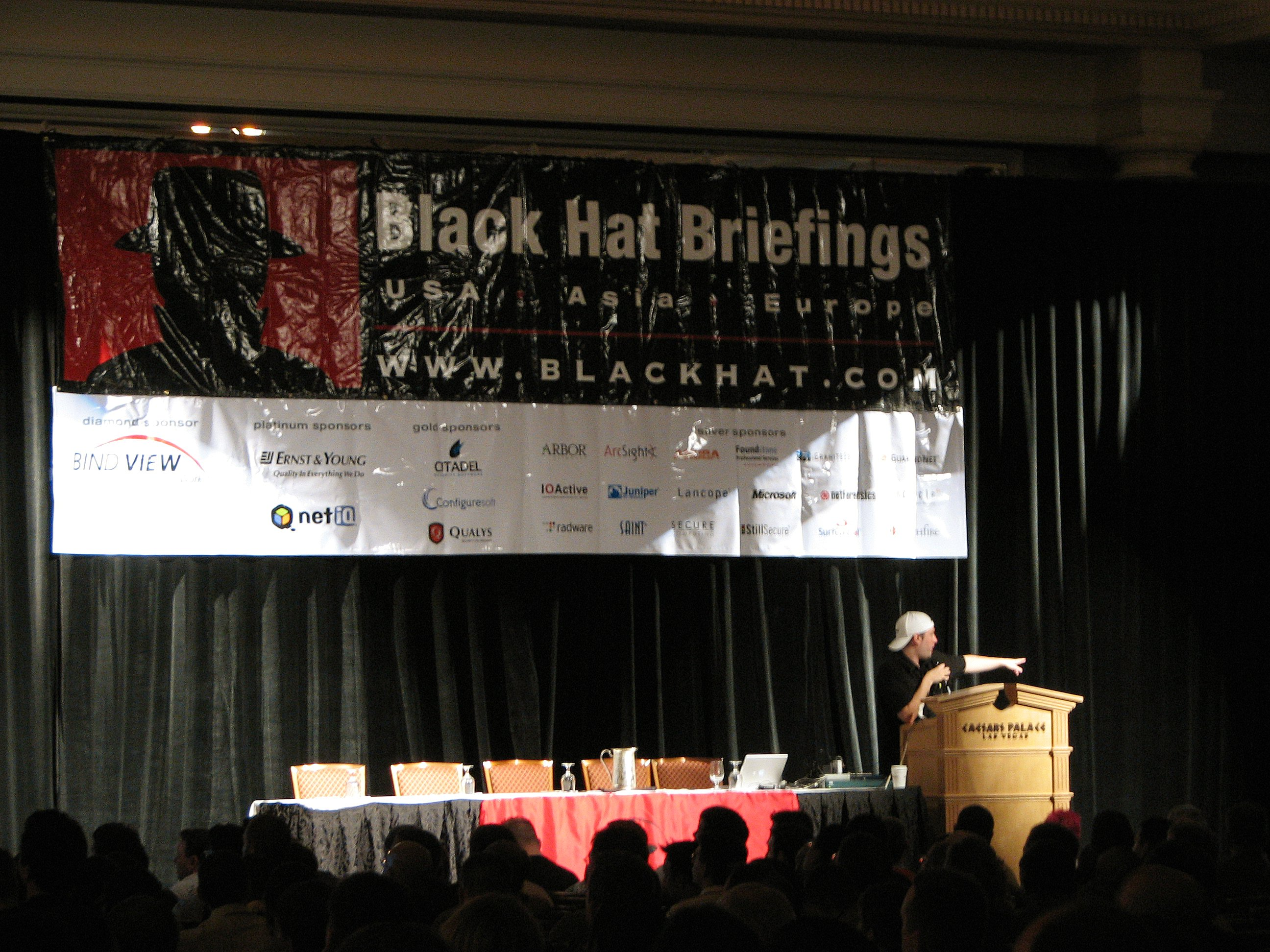
Michael Lynn presenteert een briefing in 2005

Black Hat is een wereldwijd georganiseerde hackersconferentie over de nieuwste informatiebeveiliging. Stichter Jeff Moss hield het eerste evenement onder deze noemer in 1997.
Black Hat begon met een jaarlijkse conferentie in Las Vegas en verspreidde zich tot de Verenigde Staten, Azië en Europa. Op de bijeenkomst worden gadgets, technologieën, ontwikkelingen en onderzoeken over kwetsbaarheden uitgewisseld. Daarnaast is het een plaats waar kennis wordt gedeeld over hoe men netwerken kan beveiligen. Ook is er de mogelijkheid om mensen aan te werven om te kunnen concurreren met de buitenwereld. De drijfkracht van deze bijeenkomsten is de behoefte aan een beveiligde gemeenschap.

## Takenpakket

### Briefings
Op de briefings krijgen experts en dergelijke de kans om te leren over de allernieuwste informatie over beveiligingsrisico’s, onderzoek, gadgets … Elk jaar krijgen onderzoekers de mogelijkheid om hun nieuwste werk en exploits te delen. Dit gebeurt in een vendor-neutrale omgeving. Dit betekent dat men streeft naar een brede overeenstemming en uitwisselbaarheid van producten en technologieën. Het tegenovergestelde wordt vendor lock-in genoemd.

### Trainingen
Trainingen bieden deelnemers individuele technische opleidingen. Dit kan gaan van penetratietesten tot applicaties tot het uitbouwen en verdedigen van SCADA-systemen. Deze cursussen worden vaak exclusief ontworpen voor Black Hat. Ze worden gegeven door experten van over de hele wereld met als doel het definiëren en verdedigen van het informatiebeveiligd landschap van morgen.

### Review Board
Black Hat heeft een review board opgesteld. Dit is een lijst van geloofwaardige en onderscheiden personen. In totaal gaat het om 23 personen die elk gespecialiseerd zijn in gebieden die te maken hebben met informatiebeveiliging. Hun opdracht bestaat eruit Black Hat te adviseren over strategische richtingen en de inhoud van conferenties. Jeff Moss, beter bekend als The Dark Tangent, staat ook op de lijst. Naast Black Hat richtte Jeff Moss ook de hackersconferentie DEF CON op.

### Binnenhalen van toptalent en onderzoek
De conferenties zijn de ideale plaats voor onderzoekers en trainers om hun publiek te vinden. Enerzijds kunnen ze hun inzichten en bevindingen delen maar anderzijds kunnen ze waarde en perspectief krijgen van andere knappe koppen die aanwezig zijn. Black Hat werkt samen met de Electronic Frontier Foundation om pro bono consultaties te leveren aan onderzoekers op het terrein.

## Deelnemers
Hieronder volgt een opsomming van mogelijke aanwezigen op de conferenties die Black Hat organiseert:
- IT specialisten, risicomanagers, pentesters, cryptografen, programmeurs … kunnen hun vaardigheden aanscherpen met nieuwe technieken die gebruikt worden in de industrie.
- Consultants, CEO’s … kunnen netwerken met elkaar of met andere professionals en potentiële investeerders.
- Meer dan 7500 van ’s werelds meest bekende bedrijven en sponsoren creëren een dynamische gemeenschap vol informatiebeveiliging in de industrie.
- Carrière-zoekers en studenten krijgen de kans om via Black Hat van zich te laten horen, om hun stempel te drukken in de wereld vol informatiebeveiliging.
- Headhunters die op zoek zijn naar nieuw talent.
- Professoren en studenten kunnen aan een voordeliger tarief deelnemen aan conferenties. Zo krijgen ze de mogelijkheid om te communiceren met en te leren van professionals. Deze deelname is mogelijk door het partnerschap die Black Hat heeft met The National Collegiate Cyber Defense Competition (NCCDC).

## Voorbeelden van onderwerpen op Black Hat-conferenties
- SAP AG
- ABAP
- Bufferoverloop
- Cyberoorlog
- Hypervisor
- Secure Sockets Layer (SSL)
- Mainframe
- Flashgeheugen
- Denial of service
- BYOD-verlangens (Bring Your Own Device): werknemers brengen hun eigen laptop, tablets, smartphones naar het werk om mee te werken.
- Patch
- Domotica
- Huisnetwerk
- …[5][6][7]